# Oblivion with Bells
Oblivion with Bells è il settimo album in studio del gruppo musicale britannico Underworld, pubblicato il 3 ottobre 2007.

## Tracce
1. Crocodile – 6:32
2. Beautiful Burnout – 8:11
3. Holding the Moth – 5:31
4. To Heal – 2:38
5. Ring Road – 4:33
6. Glam Bucket – 5:48
7. Boy, Boy, Boy – 6:07
8. Cuddle Bunny vs The Celtic Villages – 2:24
9. Faxed Invitation – 4:46
10. Good Morning Cockerel – 2:30
11. Best Mamgu Ever – 9:12